# Хамлет Мхитарян
Хамлет Мхитарян (на арменски: Համլետ Մխիթարյան) е съветски и арменски футболист, нападател. Най-известен е като футболист на Арарат (Ереван) и е един от първите арменски футболисти, играли в Западна Европа. През 1994 г. записва два мача за арменския национален отбор. Баща е на Хенрих Мхитарян.

## Клубна кариера
На 13-годишна възраст е забелязан от футболиста на Арарат Ашот Саакян и е привлечен в школата на тима. През 1980 г. става част от мъжкия тим. Под ръководството на Никита Симонян се превръща в основен играч и в първия мач на сезон 1984 г. вкарва 4 гола във вратата на Динамо (Москва) при победата с 5:2. Впоследствие Хамлет оглавява атаката на тима и благодарение на силния си удар, комбиниран със скорост и техника, успява да стане сред претендентите за голмайстор на Висшата дивизия. Немалко попадения вкарва и от далечна дистанция, а партнорството му с Хорен Оганесян носи добри резултати на Арарат. В края на сезона 1984 г. остава на един гол от голмайсторския приз, който отива при Сергей Андреев. Мхитарян завършва сезона с 18 гола срещу 19 за Андреев. Въпреки това, Мхитарян е лидер по количество хеттрикове през сезон и получава наградата „Рицар на атаката“.
През сезон 1985 защитниците започват да играят по-силово срещу Мхитарян и той залага повече на техниката си, отколкото на единоборствата. Травмите и сменения стил на игра са причина Хамлет никога да не достигне резултатността си от 1984 г. и през сезон 1985 вкарва 10 попадения. През 1988 г. преминава във втородивизионния Котайк, като вкарва 18 гола в дебютния си сезона. През лятото на 1989 г. Котайк играе приятелски мачове във Франция, където Мхитарян е забелязан от отбора на арменската диаспора Валанс, който кани нападателя да се присъедини към тях.
Първоначално подписва с Валанс за 1 сезон, но след силни мачове контрактът му е удължен на 5 години. Мхитарян помага на тима да се класира в Лига 2 през зезон 1991/92. Във втория ешелон на френския футбол Мхитарян записва 33 мача и вкарва 2 гола. Общо за Валанс има 112 мача и 30 попадения. През сезон 1994/95 записва 2 срещи за тима на Арарат (Иси ле Мулино), но е принуден да прекрати кариерата си поради намерен мозъчен тумор. Умира на 2 май 1996 г.

## Национален отбор
Играе за юношеския и младежкия национален отбор на СССР.
Дебютира за националния отбор на Армения на 7 септември 1994 г. в мач с Белгия от квалификациите за Евро 1996, загубен с 0:2. Вторият му двубой е срещу Кипър, завършил 0:0.